# Minerva
Minerva, The International Review of Ancient Art and Archaeology (Минерва, Международный обзор античного искусства и археологии) — научный журнал, публикующий материалы о выставках, раскопках и музеях, интервью, заметки, отчёты с аукционов, новостные материалы, а также рецензии на книги. Выходит раз в два месяца.

## История и профиль
Журнал Minerva основал в 1990 году Джером Эйзенберг. Журнал выпускает издательство Clear Media, подразделение Media Circus Group. В нём публикуются статьи экспертов по древнему искусству и археологии Египта и Ближнего Востока, греко-римской цивилизации, Средиземноморья, Ближнего Востока, Дальнего Востока, Скандинавии, Северной и Южной Америки.
После того как журнал был выкуплен в 2009 году в Музеем классического искусства города Мужен, его предмет расширился, и включать искусство и ремёсла, вдохновлённое образцами древнего мира, в том числе архитектуру, оперу, музыку, кино и литературу.